# Панайот Божинов (партизанин)
 Тази статия е за гръцкия партизанин.  За българския поет и революционер, вижте Панайот Божинов.  
Панайот Божинов с псевдоним Лефтер е гръцки комунистически деец и партизанин от Егейска Македония.

## Биография
Божинов е роден във воденското село Месимер през 1918 година. Участва в Итало-гръцката война, като се бие на Албанския фронт. От май 1943 година става член на ръководството на младите комунисти в родното си село. Две години по-късно е избран в Окръжния комитет на НОФ за Воденско, а после и за секретар на Районния комитет за Месимер, Кронцелево, Техово и Острово. Пада убит на 23 март 1946 година в село Яворяни в битка с гръцката полиция. Панайот Божинов е един от представителите на Тайната освободителна македонска организация (ТОМО) за родното си село Месимер.